# 商良臣
商良臣（1437年—？），字懋衡，浙江淳安人，祖籍河南開封，明朝政治人物，進士出身。

## 生平
狀元商輅之子。天順六年（1462年）壬午科浙江鄉試第十六名舉人。成化二年（1466年）丙戌科会试第九十八名，殿试三甲第七十六名进士，官至翰林院侍讲。十九年（1483年）充癸卯應天鄉試副主考。

## 家族
曾祖商敬中，贈侍郎。祖父商仲瑄，贈侍郎。父亲商輅，前兵部侍郎、翰林學士。母盧氏，前封淑人。具慶下。兄廷廣。弟良輔。娶蔣氏，繼娶齊氏。